# Zanie (Varmie-Mazurie)
Pour les articles homonymes, voir Zanie.
Zanie est un village polonais de la gmina de Kalinowo, dans le powiat d'Ełk, voïvodie de Varmie-Mazurie, au nord-est du pays. 
Il est situé à environ 26 km au nord-est d'Ełk et à 147 km à l'est de la capitale régionale Olsztyn.
Sa population s'élève à 140 habitants.